# Carpiano
Carpiano é uma comuna italiana da região da Lombardia, província de Milão, com cerca de 2.412 habitantes. Estende-se por uma área de 17 km², tendo uma densidade populacional de 142 hab/km². Faz fronteira com San Giuliano Milanese, Locate di Triulzi, Melegnano, Cerro al Lambro, Siziano (PV), Landriano (PV), Bascapè (PV).

## Demografia
| Variação demográfica do município entre 1861 e 2011                               |
|                                                                                   |
| Fonte: Istituto Nazionale di Statistica (ISTAT) - Elaboração gráfica da Wikipedia |